# Râul Popa Nica
Râul Popa Nica este un curs de apă, care se varsă în Canalul Dunăre-Marea Neagră.

## Hărți
- Harta Județului Constanța